# Ramón P. de Negri
Ramón P. De Negri (Hermosillo, Sonora; 27 de agosto de 1887-Ciudad de México, 20 de octubre de 1955) fue un político y diplomático mexicano. 
Hijo de la mexicana Casimira Pérez D., de origen estadounidense y francés; y de Manuel De Negri, oriundo del sur de Italia.
Inicia su carrera en el estado mexicano, como cónsul general de México en San Francisco, California; posteriormente le siguen las siguientes responsabilidades:
Cónsul general de México en Nueva York.Encargado de negocios de México en Washington D. C. Presidente de los Ferrocarriles Nacionales 1922-1923. Secretario de Agricultura y Fomento, 1924.Fundador de la Escuela Nacional de Agricultura, de Chapingo, Estado de México. Ministro Plenipotenciario de México en Alemania, 1926. Secretario de Industria, Comercio y Trabajo, 1929. Embajador de México en Bélgica, 1930. Embajador de México en Chile, 1935. Embajador de México en Turquía, 1936. Ministro Plenipotenciario de México en Hungría, 1936. Ministro Plenipotenciario adjunto en Austria. Embajador de México en España, 1936;sustituyendo a Manuel Pérez Treviño.
Su labor en pro de la justicia mexicana, que amparaba a los más desprotegidos, a los campesinos y a los trabajadores de las clases más bajas, dejaron una huella hasta nuestros días. Fue promotor de la primera Ley Federal del Trabajo que muestra una gran influencia del código del Trabajo Italiano fascista, donde se establece al estado como árbitro obligatorio, en los conflictos obrero-patronales, se impide la libertad sindical, el derecho de huelga y se establecen las bases del control corporativo del partido oficial sobre el movimiento obrero en México, aún vigente en 2010.